# Coupe de la Ligue anglaise de football 1961-1962
Navigation
1960-1961 1962-1963
La Coupe de la Ligue anglaise de football 1961-1962 est la deuxième édition de la Coupe de la Ligue anglaise de football, elle regroupe les 92 meilleurs clubs d'Angleterre.
La compétition est remportée par Norwich City, qui bat Rochdale AFC en finale par 4 buts à 0 en score cumulé. Le match aller a été remporté par Norwich 3 à 0 à Rochdale, puis remporte également le match à domicile à Carrow Road par 1 à 0.

## Format
Les 20 clubs de la Premier League et les 72 clubs de la Football League sont conviés à la compétition. Dix clubs ne participent pas à cette édition.
Jusqu'aux quarts de finale les rencontres se disputent sur un seul match. En cas d'égalité après le temps règlementaire, une prolongation de deux fois 15 minutes est jouée. S'il n'y a pas de vainqueur au bout de la prolongation, le match est rejoué chez le club visiteur. A partir des demi-finales, les matchs sont joués en aller et retour, en cas d'égalité au score cumulé un troisième match est joué.
Les clubs ne participants pas à la compétition :
- Arsenal FC
- Sheffield Wednesday
- Tottenham Hotspur
- West Bromwich Albion
- Wolverhampton Wanderers
- Burnley FC
- Chelsea FC
- Everton FC
- Liverpool FC
- Manchester United

Deux clubs participants à la Coupe d'Europe des vainqueurs de coupe de football 1961-1962 ne rentrent qu'au deuxième tour :
- Leicester City
- Swansea Town

## Calendrier
| Tour           | Date principale          |
| -------------- | ------------------------ |
| premier tour   | 11-14 septembre 1961     |
| deuxième tour  | 2-16 octobre 1961        |
| troisième tour | 13-21 novembre 1961      |
| quatrième tour | 11-13 décembre 1961      |
| cinquième tour | 6-7 février 1962         |
| demi-finales   | 19 mars et 16 avril 1962 |
| finales        | 26 avril et 1 mai 1962   |

## Demi-finales
| Équipe 1     | Résultat | Équipe 2         | Aller | Retour |
| ------------ | -------- | ---------------- | ----- | ------ |
| Rochdale AFC | 4 - 3    | Blackburn Rovers | 3 - 1 | 1 - 2  |
| Norwich City | 4 - 3    | Blackpool FC     | 4 - 1 | 0 - 2  |

## Finales
La première finale se déroule le 26 avril 1962 à Rochdale, le match retour le 1 mai 1962 à Carrow Road à Norwich. La finale oppose un club de deuxième division, Norwich City, contre Rochdale un club de quatrième division.
| Équipe 1     | Résultat | Équipe 2     | Aller | Retour |
| ------------ | -------- | ------------ | ----- | ------ |
| Rochdale AFC | 0 - 4    | Norwich City | 0 - 3 | 0 - 1  |